# 天津滨海图书馆
天津滨海图书馆，正式名稱為天津市滨海新区图书馆，是位於中华人民共和国天津市滨海新区的公共圖書館，於2017年10月对外开放，是天津市滨海文化中心的核心场馆，也是滨海新区的重要文化地标。2018年8月，美国《时代杂志》将滨海图书馆评为“2018年最值得去的100个地方”第一名。2023年12月，被评定为国家一级图书馆。

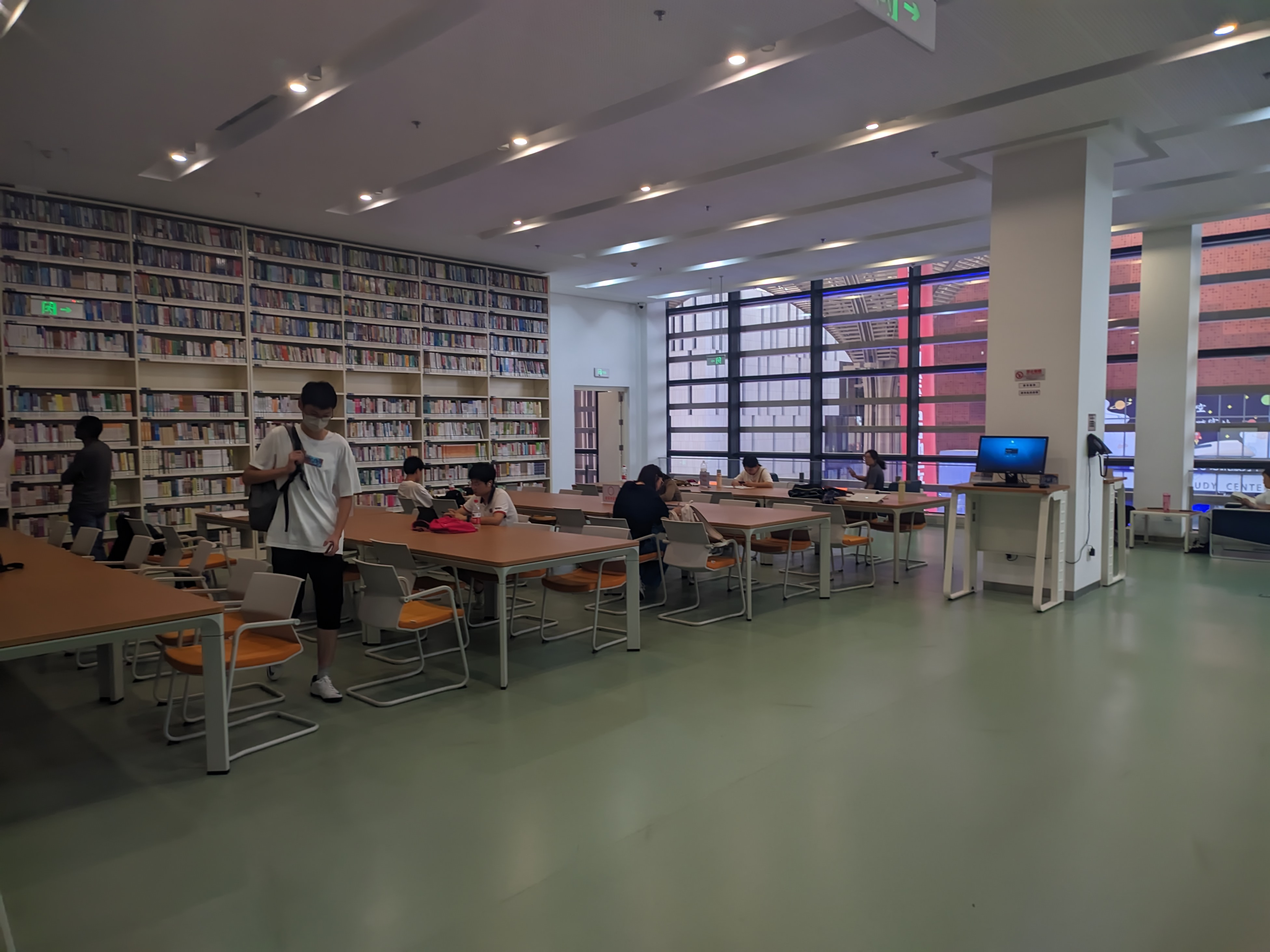
图书馆内的阅览室

## 建築

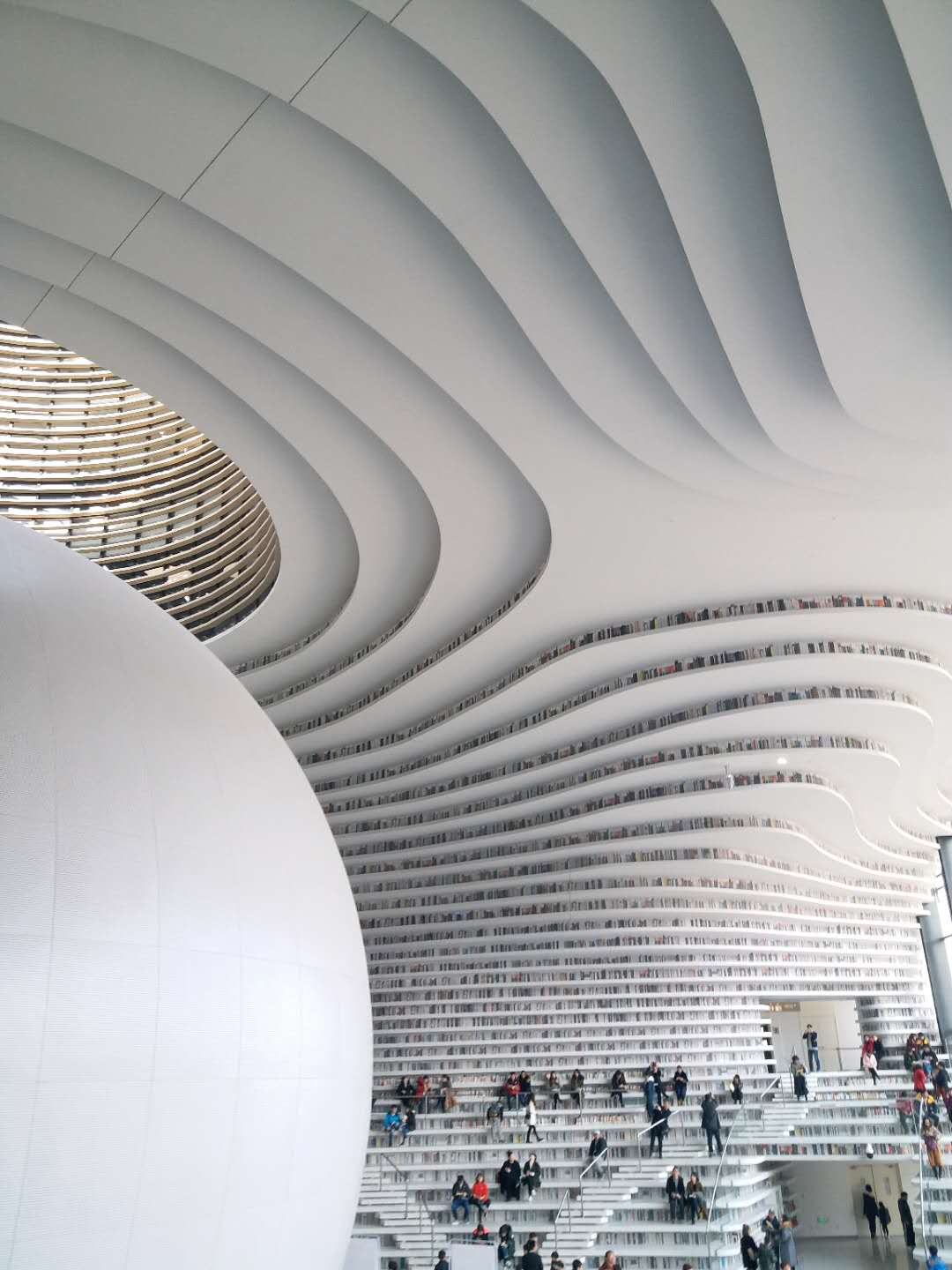
滨海图书馆

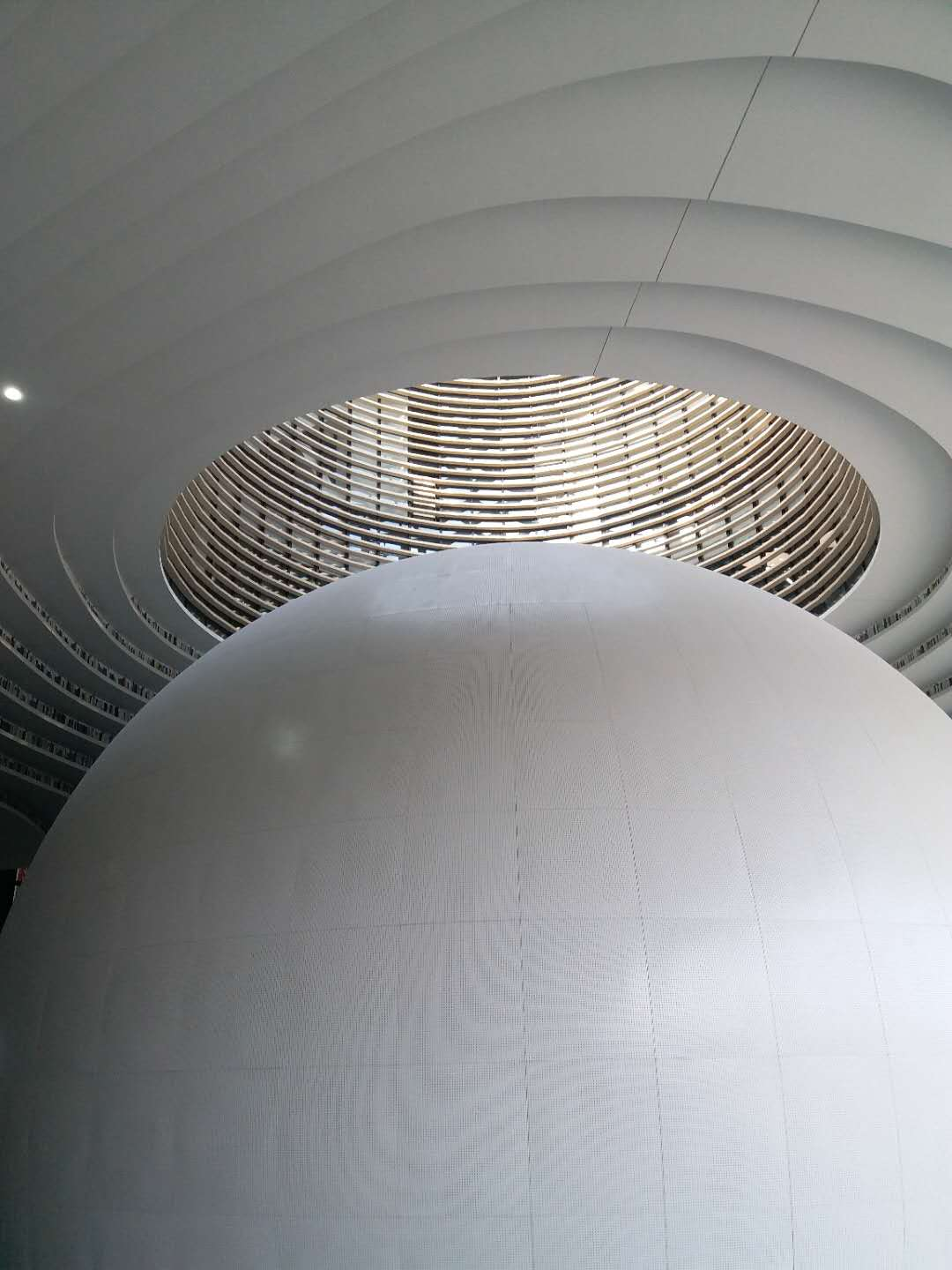
巨型球型禮堂「濱海之眼」

天津濱海圖書館由荷蘭建築事務所MVRDV與天津城市規劃設計院共同设计建造，共耗时3年，佔地面积36萬2744平方尺，圖書館高約30公尺，地上有5層、地下有1層，空間可藏書的總量可達120萬冊，每日可接待4000人。目前館內有約20萬本藏書。圖書館中庭座立着一個巨型球型禮堂，稱為「濱海之眼」。图书储存室和档案室位于地下一层，儿童和老年人阅读区设在了便于到达的地面一层，主入口连接着通往各个内部区域的路径。数个大小不一、阅览室和休息区域散落在二层、三层各处，而最高的两层空间内，则是会议室、办公室、电脑室和音像室。

## 開放時間
- 週二至週日:10:00~18:00
- 週一上午閉館，14:00~18:00開放（法定節假日除外）。

## 外部連結
- 维基共享资源上的相關多媒體資源：天津滨海图书馆
- 天津滨海图书馆 （页面存档备份，存于）
- MVRDV - 天津滨海图书馆（页面存档备份，存于）
- 涵泳在中國最美的圖書館書海裡！天津濱海公共圖書館 （页面存档备份，存于）